# Ernst L. Wagner

Ernst Leberecht Wagner

Ernst Leberecht Wagner (* 12. März 1829 in Dehlitz; † 10. Februar 1888 in Leipzig) war ein deutscher Pathologe und Mediziner.

## Leben
Wagner studierte Medizin in Leipzig bei Karl August Wunderlich, in Prag bei Josef von Škoda und in Wien bei Karl Freiherr von Rokitansky. Nach Abschluss des Studiums ließ er sich als praktischer Arzt in Leipzig nieder. 1855 habilitierte er sich in Leipzig. Nach der Habilitation 1855 wurde er 1860 außerordentlicher Professor und 1862 ordentlicher Professor der allgemeinen Pathologie und pathologischen Anatomie an der Universität Leipzig.
Geprägt durch Rokitansky und Skoda, die Begründer der Zweiten Wiener Schule, wandte sich Wagner der pathologischen Anatomie zu und setzte sich nachhaltig für die Einrichtung eines pathologischen Institutes in Leipzig ein.
Ab 1862 gab Wagner gemeinsam mit Paul Uhle (1827–1861) das „Handbuch der Allgemeinen Pathologie“ heraus, das sich schnell zu einem Standardwerk entwickelte und in insgesamt sieben Auflagen erschien. Im gleichen Jahr wurde er zum außerordentlichen Professor für allgemeine Pathologie und zum Direktor der ambulatorischen Klinik in Leipzig berufen, jedoch zunächst nur mit sehr bescheidenen Mitteln ausgestattet. Die Sektionen fanden im Jakobsspital statt.
Nachdem Wagner 1865 bereits auf der Kandidatenliste der Universität Heidelberg für die Besetzung des neu zu schaffenden Lehrstuhls für pathologische Anatomie gestanden hatte, berief ihn die Universität Leipzig dann 1869 zu ihrem ersten ordentlichen Professor für allgemeine Pathologie und pathologische Anatomie. Er darf mithin als Gründer des Pathologischen Instituts der Universität Leipzig angesehen werden. Nach Berlin, Würzburg, München und Göttingen war Leipzig eine der ersten deutschen Universitäten mit einem eigenständigen Pathologischen Institut.
Durch zahlreiche Veröffentlichungen hat sich Wagner in den Folgejahren einen Namen als Forscher gemacht. Besonders hervorzuheben ist dabei das von ihm herausgegebene „Archiv der Heilkunde“. Auch als Lehrer erfreute er sich großer Beliebtheit. Aus der großen Schar seiner Schüler seien seine späteren Kollegen Felix Victor Birch-Hirschfeld, ab 1885 selbst ordentlicher Professor für Pathologie in Leipzig, und Paul Flechsig, 1884–1921 ordentlicher Professor für Psychiatrie und 1894/95 Rektor der Universität in Leipzig, sowie der „Vater des modernen Kaiserschnitts“ Max Sänger (1853–1903), später ordentlicher Professor für Gynäkologie in Prag, erwähnt.
Nach dem Tode von Carl Reinhold August Wunderlich im Jahre 1877 übernahm Wagner die Leitung der medizinischen Klinik, der er bis zu seinem Tode vorstand.
Ernst Leberecht Wagner war verheiratet mit Marie Therese Emilie, geborene Scheube (* 1831; † 31. Dezember 1915). Die Eheleute wurden im Erbbegräbnis der Familie Wagner in der IX. Abteilung des Neuen Johannisfriedhofs beerdigt.

## Leistungen
Zu seinen besonderen wissenschaftlichen Leistungen zählte die Entdeckung der Fettembolie in den Lungengefäßen, darüber hinaus machte er sich mit diversen pathohistologischen Untersuchungen und Nachweisen einen Namen. Große Verdienste erwarb er sich um die Förderung der wissenschaftlichen Bestrebungen der Leipziger Ärzte als langjähriger Vorsitzender des Ärztevereins und des Leipziger Sanitätswesens. Darüber hinaus redigierte er das „Archiv für Heilkunde“ von 1860 bis 1878.

## Veröffentlichungen (Auswahl)
- Der Gebärmutterkrebs, Leipzig 1858
- Handbuch der allgemeinen Pathologie, zus. mit Paul Uhle, Leipzig 1862, in 7. Auflage 1876
- Beiträge in Ziemsens „Handbuch der speziellen Pathologie und Therapie“ usw.